# Günther Guse

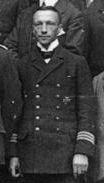
Günther Guse als Korvettenkapitän vor dem Marinekommandoamt (1923).

Günther Guse (* 30. August 1886 in Stettin; † 6. Mai 1953 in Lager Wladimir in der Sowjetunion) war ein deutscher Marineoffizier, zuletzt im Dienstgrad eines Admirals der Kriegsmarine.

## Leben und militärische Karriere

### Herkunft und Jugend
Geboren in Stettin als Sohn eines Oberstleutnants, besuchte Günter Guse zunächst die Volksschule in Hersfeld, dann das Lyzeum in Metz und von 1895 bis 1899 das Gymnasium in Lissa in der Provinz Posen. Anschließend besuchte er verschiedene Kadettenanstalten.

### Kaiserliche Marine und Erster Weltkrieg
Guse trat am 1. April 1905 als Seekadett in die Kaiserliche Marine ein. Damit war er Jahrgangskamerad von Wilhelm Canaris. Er absolvierte die Grundausbildung bis zum 9. Mai 1905 und anschließend die Basisausbildung auf der als Schulschiff genutzten Gedeckten Korvette Stein. Danach kam er zur weiteren Ausbildung ab dem 1. April 1906 an die Marineschule in Kiel. Am 7. April 1906 wurde er zum Fähnrich zur See ernannt. Ab dem 1. Oktober 1907 diente er auf dem Linienschiff Zähringen und wurde am 28. September 1908 zum Leutnant zur See befördert. Vom 29. Oktober 1908 bis zum 14. September 1910 diente Guse als Funkoffizier auf dem Kleinen Kreuzer Berlin. Am 29. August 1910 erfolgte die Beförderung zum Oberleutnant zur See. Ab dem 15. September 1910 war Guse als Kompanieoffizier der 2. Torpedo-Division zugeteilt und versah in dieser Verwendung auch wochenweise Dienste als Wachoffizier der 6. Torpedoboot-Halbflottille, sowie auf den Großen Torpedobooten S 98 und V 183. Am 1. Oktober 1912 wurde Guse schließlich zur Inspektion des Torpedowesens versetzt und war zeitgleich mehrfach als Flaggoffizier dem Stab der Instruktionsschwadron der Inspektion zugeteilt. Nach Ausbruch des Ersten Weltkriegs wurde er ab dem 3. August 1914 als Flaggoffizier beim Stab des I. Führers der Torpedoboote eingesetzt und am 17. Oktober 1915 zum Kapitänleutnant befördert. Anschließend folgte ab dem 16. Januar 1916 erneut eine Verwendung bei der Inspektion für das Torpedowesen – diesmal als Ausbilder. Ab dem 17. Dezember 1916 übernahm Guse dann zuerst das Kommando über das Große Torpedoboot V 80 und später dann über S 52, diente anschließend als Admiralstabsoffizier im Stab des 2. Führers der Torpedoboote. Danach übernahm er ab dem 25. Juli 1917 erneut ein Torpedoboot der 18. Torpedoboot Halbflottille als Kommandant und diente dann als vom 3. Mai 1918 bis zum 9. Januar 1919 als Flaggoffizier beim Oberkommando der Hochseeflotte. In dieser Dienststellung erlebte er dann auch das Kriegsende.

### Reichsmarine

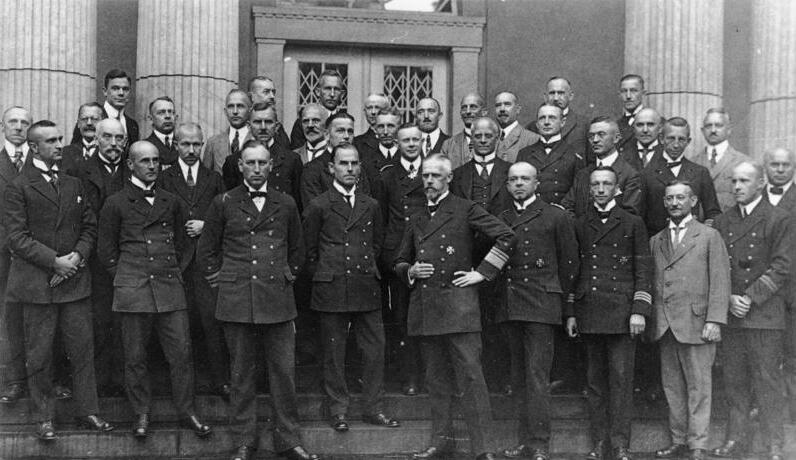
Korvettenkapitän Günter Guse (vorne, dritter von rechts) im Jahr 1923 im Kreis seiner Kameraden vor dem Marinekommandoamt. Die zweite Person links von ihm ist Admiral Mommsen. Rechts hinter ihm der spätere Admiral Canaris.

Guse war dann vom 10. Januar bis zum 28. Februar 1919 Berater im Stab des Kommandeurs der Sicherungskräfte der Nordsee, danach in gleicher Funktion bis zum 30. September 1919 bei der Inspektion des Torpedowesens und anschließend bis zum 15. Oktober 1921 ebenfalls als Berater bei der Inspektion des Torpedo- und Minenwesens. Zeitgleich war er auch noch als Verhandlungsoffizier Teil einer Unterkommission der Marinefriedenskommission. Es folgte eine Verwendung als 1. Admiralstabsoffizier im Stab des Kommandeurs der Ostseestreitkräfte und ab dem 10. Juni 1923 eine Verwendung als Berater der Flottenabteilung (A II) im Marinekommandoamt der Marineleitung. Am 1. Januar 1924 wurde Guse dann zum Korvettenkapitän befördert. Am 26. August 1925 sorgte er für die Beschaffung von 50 Stück des damals als hochmodern angesehenen „Funkschlüssels C“, einer Rotor-Chiffriermaschine vom Typ Enigma‑C. Dann folgten zwei Kommandos als Navigationsoffizier. Zuerst auf dem Linienschiff Hessen ab dem 1. November 1926 und dann auf dem Linienschiff Schleswig-Holstein ab dem 26. September 1927. Ab dem 28. September 1928 folgte eine Verwendung als 1. Admiralstabsoffizier im Flottenkommando sowie die Beförderung zum Fregattenkapitän am 1. Juni 1929. Ab dem 27. September 1930 diente Guse als Chef des Stabes des Flottenkommandos, ab dem 1. Oktober 1931 im Dienstgrad Kapitän zur See.

### In der Marineleitung
Ab dem 27. September 1932 wurde dann Guse zum Chef der Flottenabteilung im Marinekommandoamt der Marineleitung berufen und übernahm ab dem 29. September 1934 als Chef das Marinekommandoamt (Abteilung „A“ der Marineleitung), das für sämtliche militärische Fragen in der Marineleitung zuständig war. In diesen Funktionen arbeitete Guse eng mit dem damaligen Chef der Marineleitung Erich Raeder zusammen.
Im Marinekommandoamt wurden damals unter Leitung Guses, der am 1. April 1935 zum Konteradmiral befördert wurde, die Grundlagen für eine mögliche Seekriegsführung erarbeitet, die dann später von der Operationsabteilung (Abteilung „A I“ der Marineleitung) übernommen wurden, die im Kriegsfall als Seekriegsleitung (SKL) fungieren sollte.
Ab dem 1. April 1937, also nach der Überführung der Reichsmarine in die Kriegsmarine am 1. Juni 1935, führte Guse in Personalunion zusätzlich auch noch als Chef des Stabes die Seekriegsleitung und wurde am 1. November 1937 zum Vizeadmiral ernannt. In Guses Amtsführung fielen einige wichtige Ereignisse, so etwa der Abschluss des Deutsch-britischen Flottenabkommens vom 18. Juni 1935. In diesem Abkommen sah Guse die „Basis einer dauernden Verständigung mit England“ und ein „voll befriedigendes“ Abkommen, das „alle Flottenrivalitäten ausschließen sollte“. Weiterhin fielen der Beitritt Deutschlands zum U-Boot-Abkommen der Seemächte am 23. November 1936 sowie der Einsatz deutscher Seestreitkräfte in spanischen Gewässern während des Spanischen Bürgerkriegs ab Sommer 1936 in diese Dienstzeit.
Als die britische Regierung im Zuge der Sudetenkrise 1938 durchblicken ließ, dass sie im Falle eines Kriegsausbruchs gegen Deutschland kämpfen würde, beauftragte Guse Helmuth Heye mit dem Entwurf einer Denkschrift für den Oberbefehlshaber der Kriegsmarine zu der Frage, mit welchen und wie vielen Schiffen Deutschland einen möglichen Seekrieg gegen Großbritannien mit Aussicht auf Erfolg würde führen können. Den Schlussfolgerungen, in denen u. a. die Gefahr eines europäischen Konflikts aufgezeigt wurde, schloss sich Guse am 17. Juli 1938 an und befürwortete ebenso wie der Generalstabschef des Heeres, Ludwig Beck, dass die Oberbefehlshaber des Heeres und der Kriegsmarine gemeinsam bei Hitler ihre Bedenken gegen „eine Entwicklung, die den Bestand des Reiches bedroht“, vortragen sollten. Am 20. August 1938 wurde Guse auch noch Vorsitzender eines „Planungsausschusses“, der Vorschläge über strategische Grundlagen für den Aufbau der Kriegsmarine im Frieden und im Kriegsfall ausarbeiten, die sich daraus für die Typengestaltung von Schiffsneubauten ergebenden Folgerungen ableiten und Entscheidungen für den Schiffsneubau und sonstige Planungen der Kriegsmarine vorbereiten sollte. Neben Guse gehörten diesem Ausschuss folgende Marineoffiziere als ständige Mitglieder an: Hellmuth Heye (la/1/Skl), Hermann von Fischel (Vorsitzender des Neubauausschusses und zugleich Amtschef des Allgemeinen Marineamtes), Kurt Fricke (Chef 1./Skl), Werner Fuchs (Chef der Flottenabteilung), Theodor Riedel (Vertreter des Chefs des Marinewaffenamtes), außerdem nahmen Karl Witzell, der Amtschef des Marinewaffenamtes, und Otto Schniewind, Chef des Marinewehramtes, an den Ausschusssitzungen teil. Der Ausschuss legte am 25. Oktober 1938 eine Denkschrift mit dem Titel Seekriegführung gegen England und die sich daraus ergebenden Forderungen für die strategische Zielsetzung und den Aufbau der Kriegsmarine vor, die Raeder am 31. Oktober 1938 vorgetragen wurde. Darin kam man zu dem Ergebnis, dass man eine erwartete britische Blockade nicht sprengen könnte und das Ziel der Kriegsmarine nur in der Störung des britischen Überseehandels liegen kann. Das nach dem (Haupt-)Verfasser auch als „Heye-Denkschrift“ bekannt gewordene Dokument sah im Wesentlichen eine Weiterentwicklung des strategischen Handelskrieges mit Panzerschiffen vor, welche – auf allen Weltmeeren zugleich operierend – die britische Flotte aufsplitten und damit die eigene zahlenmäßige Unterlegenheit bis zu einem gewissen Grade ausgleichen sollte.
Am 1. November 1938 wurde Guse durch Schniewind ersetzt, nachdem die Ergebnisse der Beratungen des Planungsausschusses Generaladmiral Raeder am 31. Oktober 1938 vorgetragen worden waren, die dann in den sogenannten Z-Plan einmündeten, in dem der Flottenausbau bis Ende 1945 festgelegt wurde.

### Weitere Karriere in der Kriegsmarine
Guse trat in der Folge an die Spitze der Marinenachrichteninspektion der Kriegsmarine; außerdem war er auch Präses des Nachrichtenmittel-Erprobungskommandos. Am 1. Januar 1940, zeitgleich mit seiner Beförderung zum Vizeadmiral, erhielt Guse noch einmal einen Kommandoposten und wurde zunächst stellvertretender Kommandierender Admiral der Marinestation der Ostsee, am 15. Februar 1940 wurde er dann offiziell mit der Vertretung des bisherigen Stelleninhabers betraut und schließlich am 21. September 1940 selbst zum Kommandierenden Admiral der Marinestation der Ostsee ernannt. Im Februar 1943 wurde der Dienstposten in die Position eines Oberbefehlshabers des Marineoberkommandos Ost (Marine-OB Ost) umgewandelt. Nachdem Karl Dönitz Anfang 1943 anstelle Raeders von Hitler zum Oberbefehlshaber der Kriegsmarine und Chef der Seekriegsleitung ernannt und unter Überspringung des Ranges eines Generaladmirals zum Großadmiral befördert worden war, schied Guse – wie die meisten dienstälteren Admirale – aus dem aktiven Marinedienst aus. Er wurde ab dem 9. März 1943 unter z.V.-Stellung als Marine-OB Ost abgelöst. Am 31. Mai 1943 trat er in den Ruhestand und blieb z.V. des Oberbefehlshabers der Kriegsmarine, allerdings ohne nochmals aktiviert zu werden.

### Kriegsgefangenschaft und Tod
Obwohl Guse nicht mehr aktiviert wurde, geriet er bei Kriegsende am 30. März 1945 in Unheim bei Labes in sowjetische Kriegsgefangenschaft und wurde in die Sowjetunion gebracht. Er starb dort am 6. Mai 1953 in dem Gefangenenlager Wladimir. Mit seiner Familie hatte er keinen Kontakt aufnehmen dürfen; die Nachricht von seinem Tod gelangte erst 1956 nach Deutschland.

## Auszeichnungen
Während des Ersten Weltkriegs:
- Eisernes Kreuz, 2. Klasse (EK II)
- Eisernes Kreuz, 1. Klasse (EK I)
- Friedrich-August-Kreuz, 2. Klasse und 1. Klasse
- Lübeckisches Hanseatenkreuz

Während der Dienstzeit in der Kriegsmarine:
- Ehrenkreuz für Frontkämpfer (1934)
- Dienstauszeichnung der Wehrmacht (DA IV bis 1. Oktober 1938)
- Spangen zum Eisernen Kreuz, 2. Klasse und 1. Klasse
- Kriegsverdienstkreuz, 2. Klasse mit Schwertern
- Kriegsverdienstkreuz, 1. Klasse mit Schwertern
- Deutsches Kreuz in Silber (19. Februar 1943)